# Campeonato FIBA Américas Femenino Sub-18 de 2012
El VIII Campeonato Femenino FIBA Américas S18 de 2012 se llevó a cabo en Gurabo, Puerto Rico del 15 al 19 de agosto de 2012.
Las 4 mejores selecciones clasificaron al Campeonato Mundial FIBA S19 de Lituania 2013.

## Grupos
| Grupo A              | Grupo B     |
| -------------------- | ----------- |
| República Dominicana | México      |
| Argentina            | Brasil      |
| Colombia             | Puerto Rico |
| Estados Unidos       | Canadá      |

### Grupo A
|   | Equipo               | Pts | J | G | P | PF  | PC  | Dif |
| - | -------------------- | --- | - | - | - | --- | --- | --- |
| 1 | Estados Unidos       | 6   | 3 | 3 | 0 | 254 | 90  | 164 |
| 2 | Argentina            | 5   | 3 | 2 | 1 | 135 | 140 | -5  |
| 3 | Colombia             | 4   | 3 | 1 | 2 | 129 | 183 | -54 |
| 4 | República Dominicana | 3   | 3 | 0 | 3 | 52  | 150 | -98 |

| 15 de agosto, 13:30                        | República Dominicana | 26 - 99 | Estados Unidos |  |
| Reporte                                    |                      |         |                |  |
| Parciales: 13 - 15, 4 - 31, 5 - 33, 4 - 20 |                      |         |                |  |

| 15 de agosto, 15:45                          | Argentina | 56 - 46 | Colombia |  |
| Reporte                                      |           |         |          |  |
| Parciales: 16 - 8, 15 - 15, 10 - 10, 15 - 13 |           |         |          |  |

| 16 de agosto, 13:30                        | República Dominicana | 40 - 47 | Colombia |  |
| Reporte                                    |                      |         |          |  |
| Parciales: 12 - 6, 10 - 7, 5 - 14, 20 - 13 |                      |         |          |  |

| 16 de agosto, 15:45                       | Estados Unidos | 68 - 28 | Argentina |  |
| Reporte                                   |                |         |           |  |
| Parciales: 18 - 6, 17 - 4, 17 - 9, 16 - 9 |                |         |           |  |

| 17 de agosto, 13:30                      | República Dominicana | 26 - 51 | Argentina |  |
| Reporte                                  |                      |         |           |  |
| Parciales: 5 - 19, 9 - 9, 4 - 10, 8 - 13 |                      |         |           |  |

| 17 de agosto, 15:45 | Colombia | 36 - 87 | Estados Unidos |  |
|                     |          |         |                |  |

### Grupo B
|   | Equipo      | Pts | J | G | P | PF  | PC  | Dif |
| - | ----------- | --- | - | - | - | --- | --- | --- |
| 1 | Brasil      | 6   | 3 | 3 | 0 | 184 | 130 | 54  |
| 2 | Canadá      | 5   | 3 | 2 | 1 | 165 | 139 | 26  |
| 3 | Puerto Rico | 4   | 2 | 1 | 2 | 147 | 172 | -25 |
| 4 | México      | 3   | 3 | 0 | 3 | 119 | 174 | -55 |

| 15 de agosto, 18:00                         | Canadá | 46 - 56 | Brasil |  |
| Reporte                                     |        |         |        |  |
| Parciales: 19 - 8, 12 - 16, 5 - 14, 10 - 18 |        |         |        |  |

| 15 de agosto, 20:30                         | Puerto Rico | 51 - 48 | México |  |
| Reporte                                     |             |         |        |  |
| Parciales: 16 - 18, 22 - 10, 4 - 10, 9 - 10 |             |         |        |  |

| 16 de agosto, 18:00                        | México | 31 - 62 | Brasil |  |
| Reporte                                    |        |         |        |  |
| Parciales: 6 - 15, 8 - 17, 6 - 16, 11 - 14 |        |         |        |  |

| 16 de agosto, 20:15                        | Canadá | 58 - 43 | Puerto Rico |  |
| Reporte                                    |        |         |             |  |
| Parciales: 18 - 17, 13 - 14, 19 - 7, 8 - 5 |        |         |             |  |

| 17 de agosto, 18:00                          | México | 40 - 61 | Canadá |  |
| Reporte                                      |        |         |        |  |
| Parciales: 2 - 10, 13 - 13, 10 - 21, 15 - 17 |        |         |        |  |

| 17 de agosto, 20:15                          | Puerto Rico | 53 - 66 | Brasil |  |
| Reporte                                      |             |         |        |  |
| Parciales: 16 - 15, 13 - 18, 15 - 18, 9 - 15 |             |         |        |  |

## Del 5 al 8 puesto
| 18 de agosto, 13:30                          | Colombia | 70 - 45 | México |  |
| Reporte                                      |          |         |        |  |
| Parciales: 18 - 11, 22 - 7, 15 - 15, 15 - 12 |          |         |        |  |

| 18 de agosto, 15:45                        | Puerto Rico | 68 - 35 | República Dominicana |  |
| Reporte                                    |             |         |                      |  |
| Parciales: 14 - 8, 16 - 5, 19 - 6, 19 - 16 |             |         |                      |  |

## 8 puesto
| 19 de agosto, 15:45 | México | - | República Dominicana |  |
|                     |        |   |                      |  |

## 5 puesto
| 19 de agosto, 15:45 | Colombia | - | Puerto Rico |  |
|                     |          |   |             |  |

### Fase Final
|  | Semifinales    | Semifinales |  |           | Final          | Final |  |
|  |                |             |  |           |                |       |  |
|  |                |             |  |           |                |       |  |
|  |                |             |  |           |                |       |  |
|  | Estados Unidos | 95          |  |           |                |       |  |
|  | Canadá         | 46          |  |           |                |       |  |
|  |                |             |  |           |                |       |  |
|  |                |             |  |           |                |       |  |
|  |                |             |  |           | Estados Unidos |       |  |
|  |                | Brasil      |  |           |                |       |  |
|  |                |             |  |           |                |       |  |
|  |                |             |  |           |                |       |  |
|  |                |             |  |           | Tercer Puesto  |       |  |
|  |                |             |  |           |                |       |  |
|  | Brasil         | 67          |  | Argentina |                |       |  |
|  | Argentina      | 54          |  |           | Canadá         |       |  |

## Semifinal
| 18 de agosto, 18:00                         | Brasil | 67 - 54 | Argentina |  |
| Reporte                                     |        |         |           |  |
| Parciales: 9 - 13, 15 - 19, 20 - 7, 23 - 15 |        |         |           |  |

| 18 de agosto, 20:15                          | Estados Unidos | 95 - 46 | Canadá |  |
| Reporte                                      |                |         |        |  |
| Parciales: 24 - 8, 29 - 12, 22 - 11, 20 - 15 |                |         |        |  |

## 3 Puesto
| 19 de agosto, 18:00 | Perdedor Semifinal 1 | --- | Perdedor Semifinal 2 |  |
|                     |                      |     |                      |  |

## Final
| 19 de agosto, 20:15 | Ganador Semifinal 1 | --- | Ganador Semifinal 2 |  |
|                     |                     |     |                     |  |

### Posiciones globales
|                   | Equipo               | Pts | PG | PP | PF  | PC  | Dif | Pct   |
| ----------------- | -------------------- | --- | -- | -- | --- | --- | --- | ----- |
| Medalla de oro    | Estados Unidos       | 4   | 2  | 0  | 167 | 54  | 113 | 1.000 |
| Medalla de plata  | Brasil               | 4   | 2  | 0  | 118 | 77  | 41  | 1.000 |
| Medalla de bronce | Canadá               | 3   | 1  | 1  | 104 | 99  | 5   | 0.500 |
| 4                 | Colombia             | 3   | 1  | 1  | 93  | 96  | −3  | 0.500 |
| 5                 | Puerto Rico          | 3   | 1  | 1  | 94  | 106 | −12 | 0.500 |
| 6                 | Argentina            | 3   | 1  | 1  | 84  | 114 | −30 | 0.500 |
| 7                 | México               | 2   | 0  | 2  | 79  | 113 | −34 | 0.000 |
| 8                 | República Dominicana | 2   | 0  | 2  | 66  | 146 | −80 | 0.000 |

#### Goleadores
|    | Jugador                  | J | Pts | Prom |
| -- | ------------------------ | - | --- | ---- |
| 5  | Morgan Tuck              | 1 | 62  | '    |
| 6  | Breanna Stewart          | 2 | 57  | '    |
| 1  | Ramona Lyra Macedo       | 2 | 54  | '    |
| 6  | Michaela Mabrey          | 2 | 50  | '    |
| 2  | Maria Tapias Pinilla     | 2 | 47  | '    |
| 3  | Micaela Sancisi          | 2 | 46  | '    |
| 7  | Alexis Prince            | 2 | 45  | '    |
| 4  | Magali Armesto           | 2 | 41  | '    |
| 8  | Laura Ramirez Torres     | 2 | 35  | '    |
| 8  | Faz Davalos              | 2 | 35  | '    |
| 8  | Maria Francesca Teixeira | 2 | 35  | '    |
| 9  | Vanessa Fausto Goncalves | 2 | 34  | '    |
| 10 | Marlene Crozon           | 2 | 31  | '    |
| 11 | Ortiz Ledesma            | 2 | 29  | '    |
| 12 | Yamel Abreu Álvarez      | 2 | 28  | '    |
| 13 | Samantha Cooper          | 2 | 27  | '    |
| 13 | Arantes Gregorio         | 2 | 27  | '    |
| 13 | Ferreira de Oliveira     | 2 | 27  | '    |
| 20 | Bashaara Graves          | 1 | 27  | '    |
| 14 | Moriah Jefferson         | 2 | 22  | '    |
| 15 | Werberich Da Costa       | 2 | 20  | '    |
| 16 | Candice Agee             | 2 | 19  | '    |
| 16 | Cheyanne Roger           | 2 | 19  | '    |
| 16 | Michelle Hudyn           | 2 | 19  | '    |
| 16 | Thamara Silva de Freita  | 1 | 19  | '    |
| 17 | Alexias Brown            | 2 | 18  | '    |
| 18 | Kaylee Brooke            | 2 | 16  | '    |
| 19 | Silva Lmoniana           | 2 | 14  | '    |
| 21 | Isidora Purkovic         | 2 | 12  | '    |
| 21 | Sarah-Jane Marois        | 2 | 12  | '    |
| 22 | Kaili Lukan              | 2 | 11  | '    |
| 22 | Taijah Campbell          | 2 | 11  | '    |
| 23 | Jannah Tucker            | 1 | 8   | '    |
| 23 | Dos Santos Ribeiro       | 2 | 8   | '    |
| 24 | Kendall Cooper           | 2 | 7   | '    |
| 24 | Mara Marchizotti         | 1 | 7   | '    |
| 24 | Elizabeth Hamblin        | 2 | 7   | '    |
| 25 | Renne Byme               | 1 | 5   | '    |
| 26 | Maria Martinez           | 2 | 4   | '    |
| 26 | Sofia Aispurua           | 2 | 4   | '    |
| 26 | Garcia Leon              | 2 | 4   | '    |
| 27 | Larriestra Tiranti       | 2 | 3   | '    |
| 27 | Natalie Diaz             | 2 | 3   | '    |
| 27 | Fabiola Oropeza          | 2 | 3   | '    |
| 28 | Calixto Demori           | 2 | 2   | '    |